# Goura victoria
La gura di Vittoria o colomba coronata di Vittoria  (Goura victoria Fraser, 1844) è un uccello della famiglia dei Columbidi.

## Distribuzione e habitat
La sua distribuzione comprende il nord est della Nuova Guinea. Il suo habitat si estende dalle paludi e dalle foreste di palme fino alle foreste più aride; si trova principalmente nelle pianure, ma talvolta, per esempio nella valle Jimi, la si può osservare a 400-600 metri.

## Descrizione
La gura di Vittoria è lunga 60–70 cm, per un peso di circa 3 kg; maggiore nelle femmine. È facilmente distinguibile dai congeneri per le penne della cresta più compatte e con l'estremità bianca. Il piumaggio è generalmente grigio blu scuro, il petto è rosso porpora scuro e le ali sono blu grigiastro bordate di viola scuro. I giovani hanno una colorazione più chiara rispetto agli adulti e le zone marrone diventeranno violacee negli adulti. Le macchie generalmente bianche delle ali nelle altre due specie sono grigiastre nella gura di Vittoria. Questa descrizione si riferisce alla forma G. v. beccarii della Nuova Guinea del nord. G. v. victoria è leggermente più piccola e di colorazione più scura.

## Biologia
Il comportamento è simile a quello della gura occidentale. Durante il corteggiamento la femmina ripulisce le penne del maschio con il becco, comportamento simile a quello usato dai generi Columba, Ocyphaps, Ducula e Treron. La costruzione del nido può durare pochi giorni o molti mesi. Il maschio e la femmina si dividono equamente la cova e lanciano forti richiami al compagno se tarda ad arrivare. Probabilmente il periodo riproduttivo in natura è in agosto, infatti in ottobre è stato catturato in Nuova Guinea un giovane, apparentemente di 8 settimane di vita non lontano dal nido. Il nido è semplice, solido, formato da una massa compatta di steli di palme, bastoncini e strati di foglie di canna. La femmina depone un uovo bianco che viene incubato per 30 giorni. I giovani si impiumano in 4 settimane. Una coppia in cattività ha alimentato i propri pulli fino alla tredicesima settimana di età. Il primo corteggiamento, osservato in un giovane maschio di 17 mesi di età, suggerisce che questo sia il periodo della maturità sessuale. In caso di pericolo vola rumorosamente verso i rami più vicini a 3-5 metri dal suolo.

## Conservazione
Specie vulnerabile inclusa nell'appendice II della convenzione CITES. Nonostante la protezione attuata dalle leggi della Papua Nuova Guinea e Irian Jaya, la specie è assente da grandi aree di foresta e le sue roccaforti nelle foreste di pianura stanno per essere distrutte per il taglio del legname. Negli anni '50 G. victoria era ancora considerata abbastanza comune, eccetto che in prossimità dei villaggi, nel Middle Sepik e a sud dei monti Adelbert, ma è stata cacciata accanitamente sia dagli indigeni che dagli europei. Solamente nelle aree più remote è ancora numerosa, come ad esempio lungo il fiume Rouffaer, a nord della Nuova Guinea. Come per i due congeneri, la specie è avidamente ricercata dagli allevatori e numerosi esemplari sono tenuti negli zoo del sud est asiatico. In aggiunta, il commercio è cospicuo con 65 uccelli esportati tra il 1983-1988.

## Tassonomia
- G. v. victoria (Fraser, 1844) - isole di Yapen e Biak (al largo della Nuova Guinea settentrionale)[2];
- G. v. beccarii Salvadori, 1876 - Nuova Guinea settentrionale[2].